# کوماتیت

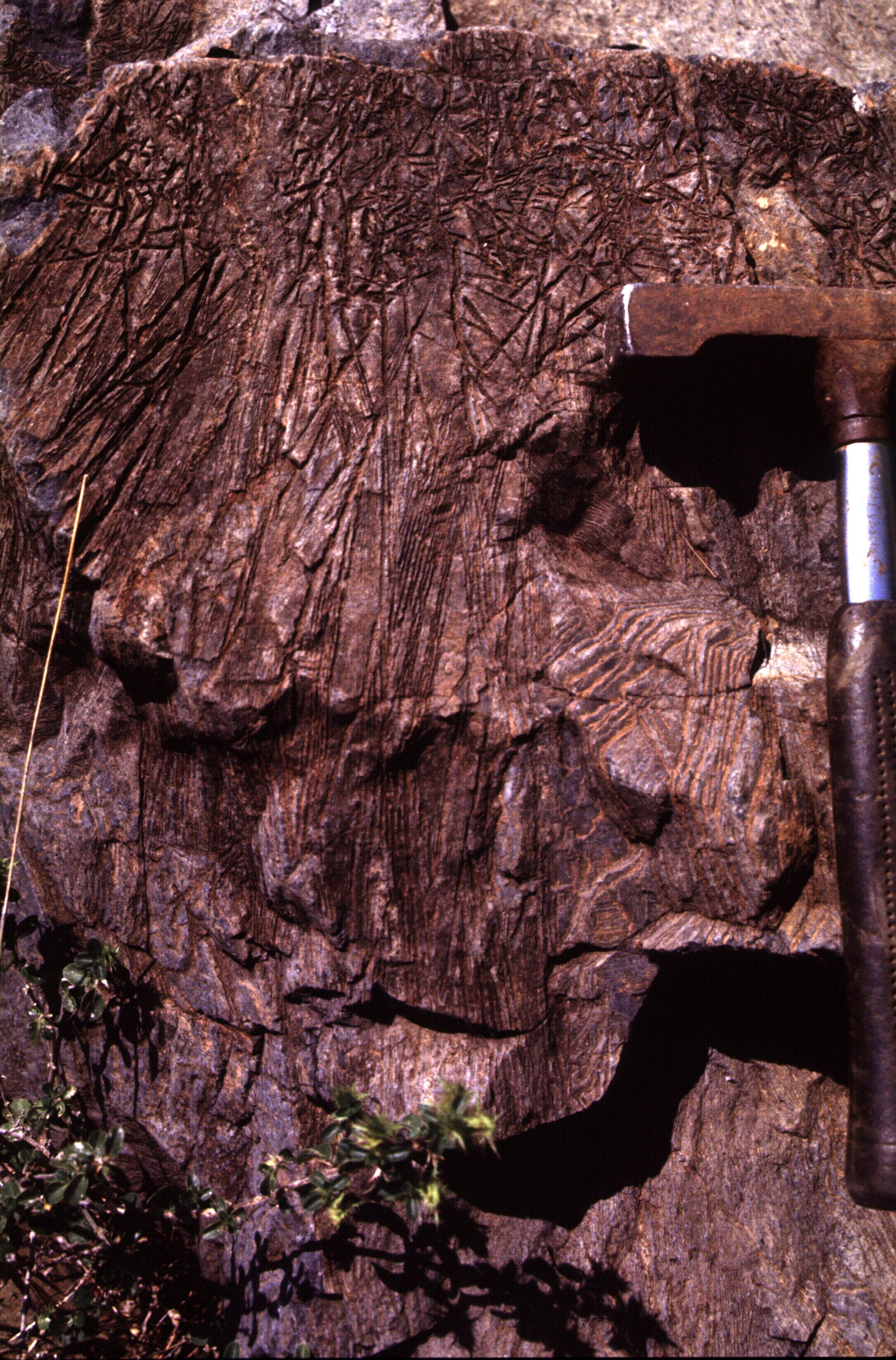
گدازهٔ کوماتیت در منطقهٔ نمونه در درهٔ کوماتی، کوهستان باربرتون، آفریقای جنوبی، که «بافت شبیه به علف تیغ آن» شاخص آن را نشان می‌دهد. این بافت از صفحات شاخه‌دار الیوین تشکیل شده است (مقیاس با چکش در لبهٔ راست تصویر نشان داده شده است).

کوماتیت (انگلیسی: Komatiite) نوعی سنگ آذرین فرا-مافیک است که از مواد مذاب منشأ گرفته از گوشته زمین تشکیل شده و دارای حداقل ۱۸ درصد وزنی اکسید منیزیم (MgO) است. این سنگ در ردهٔ سنگ‌های پیکریتی قرار می‌گیرد. کوماتیت مقدار کمی سیلیس، پتاسیم و آلومینیوم دارد، اما محتوای منیزیم آن بسیار بالا است. نام این سنگ از رودخانهٔ کوماتی در آفریقای جنوبی گرفته شده است. یکی از ویژگی‌های شاخص کوماتیت، بافت شبیه به علف تیغ آن است که شامل صفحات شاخه‌دار بزرگی از الیوین و پیروکسن می‌شود.
کوماتیت‌ها سنگ‌هایی کمیاب هستند و تقریباً همهٔ آن‌ها در دوران نخست‌زیستی (آرکئن) (۴٫۰۳ تا ۲٫۵ میلیارد سال پیش) شکل گرفته‌اند. نمونه‌های جوان‌تر (مربوط به دوران پیشین‌زیستی یا پیدازیستی) بسیار نادر هستند. دلیل این محدودیت سنی، سرد شدن گوشتهٔ زمین در طول زمان است. در دوران نخست‌زیستی، دمای گوشته ۱۰۰ تا ۲۵۰ درجهٔ سانتی‌گراد بالاتر از امروز بود. در آن زمان، زمین میزان تولید گرمای بسیار بیشتری داشت، زیرا علاوه بر گرمای باقی‌مانده از شکل‌گیری سیاره، ایزوتوپ‌های پرتوزای کوتاه‌عمر (مانند اورانیوم-۲۳۵) نیز مقدار بیشتری گرمای ناشی از واپاشی تولید می‌کردند. امروزه، سنگ‌های آذرین با دمای ذوب پایین‌تر مانند بازالت و پیکریت جایگزین کوماتیت شده‌اند و دیگر به‌عنوان گدازه در سطح زمین فوران نمی‌کنند.
کوماتیت‌ها عمدتاً در سپرهای قاره‌ای دوران آرکئن یافت می‌شوند و همراه با سایر سنگ‌های آذرین فرامافیک و مافیک سرشار از منیزیم، در کمربندهای سنگ سبز نخست‌زیستی رخ می‌دهند. جوان‌ترین کوماتیت‌های شناخته‌شده از جزیرهٔ گورگونا در فلات اقیانوسی کارائیب (نزدیک سواحل اقیانوس آرام کلمبیا) هستند. همچنین، نمونه‌ای نادر از کوماتیت‌های پیشین‌زیستی در کمربند کوماتیتی وینیپگوسیس در ایالت مانیتوبا، کانادا یافت شده است.

## سنگ‌شناسی

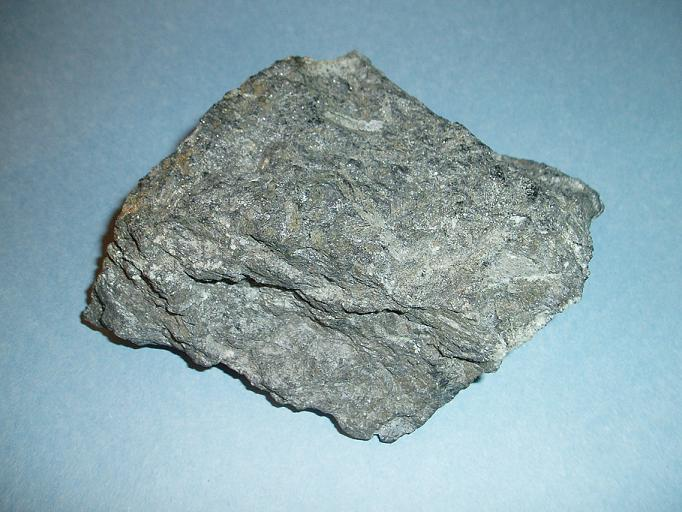
نمونه‌ای از کوماتیت که از کمربند سنگ سبز آبیتیبی در نزدیکی انگل‌هارت، کانادا جمع‌آوری شده است. عرض نمونه ۹ سانتی‌متر است. بلورهای الیوین تیغه‌ای قابل مشاهده هستند، اگرچه بافت تیغه‌ای در این نمونه ضعیف یا غایب است.

ماگمای کوماتیتی دارای نقطه ذوب بسیار بالایی است، به‌طوری که دمای فوران آن تا ۱۶۰۰ درجه سانتی‌گراد یا حتی بیشتر برآورد شده است. این در حالی است که گدازه‌های بازالتی معمولاً در دمایی بین ۱۱۰۰ تا ۱۲۵۰ درجه سانتی‌گراد فوران می‌کنند. دمای ذوب بالای موردنیاز برای تولید کوماتیت، احتمالاً به دلیل وجود شیب زمین‌گرمایی بالاتر در زمین دوران آرکئن بوده است.
ماگمای کوماتیتی در هنگام فوران بسیار روان بوده است، به‌گونه‌ای که گران‌روی آن به آب شباهت داشته اما چگالی آن برابر با سنگ بوده است. در مقایسه با گدازه‌های بازالتی جزایر هاوایی که در دمای حدود ۱۲۰۰ درجه سانتی‌گراد جریان دارند و رفتار آنها مشابه عسل یا شیرهٔ غلیظ است، گدازه‌های کوماتیتی با سرعت بالایی روی سطح زمین جاری می‌شده و لایه‌هایی بسیار نازک (حتی تا ۱۰ میلی‌متر ضخامت) از خود بر جای می‌گذاشته‌اند. از این‌رو، توالی‌های اصلی کوماتیتی که در سنگ‌های آرکئن باقی مانده‌اند، عمدتاً دالان‌های گدازه، دریاچه‌های گدازه و تجمع‌های دیگر ماگمایی هستند.

## ویژگی‌های شیمیایی کوماتیت
ترکیب شیمیایی کوماتیت با بازالت و سایر ماگماهای منشأ گرفته از گوشته تفاوت دارد که این تفاوت ناشی از درصد ذوب بخشی آن است. کوماتیت‌ها در نتیجهٔ درصدهای بالای ذوب بخشی (بیش از ۵۰٪) تشکیل شده‌اند، به همین دلیل دارای میزان بالای MgO و مقدار کم K2O و سایر عناصر ناسازگار هستند.
دو گروه ژئوشیمیایی از کوماتیت وجود دارد:
1. کوماتیت با آلومینیوم کم‌تخلیه‌شده (AUDK)، که به‌عنوان گروه I نیز شناخته می‌شود.
2. کوماتیت با آلومینیوم تخلیه‌شده (ADK)، که به‌عنوان گروه II نیز شناخته می‌شود.

این دو نوع بر اساس نسبت Al2O3/TiO2 از یکدیگر متمایز می‌شوند. تصور می‌شود که این تفاوت، بازتاب‌دهندهٔ عمق‌های مختلف ذوب در گوشته باشد. بر اساس آزمایش‌های ذوب، کوماتیت‌های آلومینیوم تخلیه‌شده از ذوب بخشی زیاد در فشارهای بالا ایجاد شده‌اند، جایی که گارنت در منبع مذاب باقی مانده است. در مقابل، کوماتیت‌های آلومینیوم کم‌تخلیه‌شده در عمق کمتر و از ذوب‌های بخشی با شدت بالا پدید آمده‌اند.
اما مطالعات اخیر بر روی گنجایش‌های سیال در اسپینل‌های کروم‌دار در مناطق تجمعی گدازه‌های کوماتیتی نشان داده است که یک جریان گدازهٔ کوماتیتی ممکن است از اختلاط ماگماهای مادر با نسبت‌های متفاوت Al2O3/TiO2 تشکیل شده باشد. این یافته، نظریهٔ تفاوت منشأ میان گروه‌های مختلف کوماتیتی را زیر سؤال برده است.

## خاستگاه و محیط تشکیل
کوماتیت‌ها احتمالاً در ستون‌های گوشته‌ای با دمای بسیار بالا یا در مناطق فرورانشی دوران نخست‌زیستی تشکیل شده‌اند.
ماگماتیسم بونینیتی شباهت‌هایی به ماگماتیسم کوماتیتی دارد اما در نتیجهٔ ذوب بخشی ناشی از ورود سیال در مناطق فرورانشی رخ می‌دهد. بونینیت‌ها که حاوی ۱۰ تا ۱۸ درصد MgO هستند، نسبت به کوماتیت‌ها دارای عناصر لیتوفیل یونی بزرگ‌تر (LILE) مانند باریم، روبیدیم و استرانسیم بیشتری هستند.

## کانی‌شناسی

نمودار ژئوشیمیایی کوماتیت (درصد MgO در برابر ppm کروم)، مربوط به جریان‌های پایه‌ای در واناوی، استرالیای غربی

کانی‌های آتشفشانی اولیه در کوماتیت‌ها شامل الیوین فورستریتی (با خلوص Fo90 و بالاتر)، پیروکسن‌های کلسیک و اغلب حاوی کروم، آنورتیت (با خلوص An85 و بالاتر) و کرومیت هستند.
بسیاری از نمونه‌های کوماتیت دارای بافت تجمعی (cumulate texture) و ساختارهای ژئومورفولوژیکی خاصی هستند. در این نمونه‌ها، الیوین فورستریتی بسیار غنی از منیزیم معمول‌ترین کانی تجمعی است، اگرچه تجمعات پیروکسن کروم‌دار نیز ممکن است رخ دهند، هرچند که نادرتر هستند.
سنگ‌های آتشفشانی غنی از منیزیم می‌توانند از تجمع فنکریست‌های الیوین در گدازه‌های بازالتی با ترکیب شیمیایی معمولی تولید شوند، نمونه‌ای از این نوع سنگ‌ها پیکریت است. اما یکی از شواهدی که نشان می‌دهد کوماتیت‌ها فقط به دلیل تجمع الیوین غنی از منیزیم نیستند، ویژگی‌های بافتی آن‌ها است. برخی از کوماتیت‌ها دارای بافت اسپینیفکس (بافت) هستند که ناشی از بلورش سریع الیوین در شیب حرارتی بخش بالایی جریان گدازه است.
اصطلاح "بافت علف تیغ (اسپینیفکس)" از نام رایج علف تیغ در استرالیا گرفته شده است، زیرا این علف به‌صورت دسته‌ای و با اشکالی مشابه رشد می‌کند.

### ترکیب شیمیایی و بلورش
یکی دیگر از شواهد کلیدی در مورد ماهیت کوماتیت‌ها، میزان MgO در الیوین‌های تشکیل‌شده در آن‌ها است که نزدیک به ترکیب خالص فورستریت (MgO) می‌باشد. چنین ترکیبی تنها زمانی در مقیاس کلان حاصل می‌شود که الیوین از یک ماگمای بسیار غنی از منیزیم متبلور شود.
در برخی از کوماتیت‌ها، بخش‌های فوقانی جریان‌های گدازه و نواحی حاشیه‌ای گدازه‌های بالشی به‌ندرت به‌خوبی حفظ شده‌اند و عمدتاً از شیشهٔ آتشفشانی تشکیل شده‌اند. این شیشهٔ آتشفشانی در تماس با آب یا هوا به سرعت سرد شده و ترکیب مایع اصلی کوماتیت را نشان می‌دهد. در چنین نمونه‌هایی، میزان MgO تا ۳۲٪ گزارش شده است. برخی از کوماتیت‌های بسیار غنی از منیزیم، مانند نمونه‌های کمربند باربرتون در آفریقای جنوبی، حاوی ترکیبات ماگمایی با MgO تا ۳۴٪ هستند که این مقدار از طریق بررسی ترکیب سنگ‌ها و کانی‌های الیوین قابل استنتاج است.

### تغییرات کانی‌شناختی در طول جریان گدازه
کانی‌شناسی یک کوماتیت به‌صورت سیستماتیک در مقطع چینه‌شناختی یک جریان گدازه‌ای کوماتیتی تغییر می‌کند و این تغییرات نشان‌دهندهٔ فرآیندهای ماگمایی در هنگام فوران و سرد شدن هستند. توزیع معمول کانی‌ها در یک جریان کوماتیتی شامل موارد زیر است:
- پایهٔ جریان: شامل تجمع الیوین
- منطقهٔ بافت اسپینیفکس: دارای الیوین تیغه‌ای و معمولاً بافت اسپینیفکس پیروکسن
- منطقهٔ سردشده در بخش فوقانی جریان: غنی از الیوین

## کانی‌های اولیه و ثانویه در کوماتیت‌ها
کانی‌های اولیه (ماگمایی):
- الیوین
- پیروکسن‌ها: اوژیت، pigeonite، برونزیت
- پلاژیوکلازها
- کرومیت
- ایلمنیت
- به‌ندرت، آمفیبول پارگازیتی

کانی‌های ثانویه (دگرگونی):
- سرپانتین
- کلینوکلر
- آمفیبول
- پلاژیوکلازهای سدیک
- کوارتز
- اکسیدهای آهن
- به‌ندرت، فلوگوپیت، بدلییت، پیروپ یا هیدروگروسولار نارسنگ

## دگرگونی
تمامی کوماتیت‌های شناخته‌شده تاکنون دچار دگرگونی شده‌اند، بنابراین از لحاظ فنی باید آن‌ها را «متاکوماتیت» نامید، هرچند که این پیشوند معمولاً در نظر گرفته نمی‌شود. بسیاری از کوماتیت‌ها شدیداً دگرسان شده‌اند و به سرپانتینیت یا کربناتی‌شده‌ها تبدیل شده‌اند که این امر منجر به تغییرات قابل‌توجه در کانی‌شناسی و بافت آن‌ها شده است.

### آب‌گیری در برابر کربناته‌شدن
کانی‌شناسی دگرگونی سنگ‌های فرامافیک، به‌ویژه کوماتیت‌ها، فقط تا حدی تحت تأثیر ترکیب اولیه آن‌ها قرار دارد. ویژگی سیالات محبوس در حین دگرگونی در دماهای پایین (چه دگرگونی ناحیه‌ای و چه دگرگونی حرارتی) نقش کلیدی در تعیین ترکیب کانی‌شناسی متاکوماتیت‌ها دارد.
عامل اصلی کنترل‌کنندهٔ مجموعهٔ کانی‌های دگرگونی، فشار نسبی دی‌اکسید کربن (XCO2) در سیال دگرگونی است:
- اگر XCO2 بالاتر از ۰٫۵ باشد:

واکنش‌های دگرگونی تشکیل تالک، منیزیت (کربنات منیزیم) و آمفیبول ترمولیت را ترجیح می‌دهند. این فرایندها به‌عنوان واکنش‌های تالک-کربناته شدن شناخته می‌شوند.
- اگر XCO2 کمتر از ۰٫۵ باشد:

واکنش‌های دگرگونی در حضور آب به تولید سرپانتینیت منجر می‌شوند.